# Filip Jakob Brecelj
Filip Jakob Brecelj (tudi Brezl), slovenski kirurg, živel v 18. stoleju. 

## Življenjepis
Filip Jakob Brecelj je delal v Ljubljani kot ordinarij cesarske bolnišnice. Predpostavlja se, da je že pred letom 1750 v Ljubljani ustanovil anatomski zavod imenovan Collegium publicum, ki je deloval v hiši na današnjem Gornjem trgu št. 4. V njem vodil praktične vaje iz anatomije za kirurge in babice in pri mestnih oblasteh dosegel, da je bil pouk iz prektične anatomije za babice obvezen. Anatomijo je poučeval do 1771. Anatomski zavod je bil prvi ne le na Slovenskem, ampak tudi na ozemlju jugovzhodne Evrope. Brecelj pa ni samo poučeval, ampak je tudi uredil anatomski muzej v Ljubljani.